# HOXD4
HOXD4‏ (Homeobox D4) هوَ بروتين يُشَفر بواسطة جين HOXD4 في الإنسان.